# Sonntagsköpfl
Das Sonntagsköpfl ist ein 2096 m ü. A. hoher, schwach ausgeprägter Gratgipfel in den Stubaier Alpen. Es bildet das Ende eines kurzen Grates, das ein Seitental des Senderstals vom ebendiesem trennt. An dessen Talschluss liegt unterhalb des Sonntagsköpfls die Adolf-Pichler-Hütte.